# Oecetis marquesi
Oecetis marquesi är en nattsländeart som beskrevs av Bueno-soria 1981. Oecetis marquesi ingår i släktet Oecetis och familjen långhornssländor. Inga underarter finns listade i Catalogue of Life.